# Elektronisk filter
 For alternative betydninger, se filter.
Et elektronisk filter vægter et elektrisk signals frekvensgang. Man siger også at filteret dæmper nogle (f.eks. uønskede) frekvenser mere end de andre (f.eks. ønskede).

## Filtre
For at forstå hvorfor det er interessant med filtre er det nødvendigt at karakterisere kilderne (både ønskede og uønskede) til det signal man ønsker at filtrere.
Mange signaler i vores hverdag er kunstigt frembragte og er sammensat af omtrent harmoniske signaler eller signaler, som kun er i et snævert frekvensbånd. Dette frekvensbånd kaldes som regel for en kanal, da den kan anvendes som en formidler (kanal) af information og data.

### Case:Radiofoni
Hvis man sørger for at reservere bestemte frekvensbånd til bestemte formål i et bestemt geografisk område, sådan at ingen radiosendere deler frekvenser på samme tid, så kan man benytte et filter til at "plukke" det ønskede signal ud. Det er netop en radioforsats opgave og langt de fleste anvender filtre til signaludplukning af en radiokanal.
En radiosender anvender normalt også filtre for at sikre, at den kun sender på den ønskede radiokanal.
Det er en opgave for EBU (bl.a. EU) og FCC (USA) at ingen telekommunikation deler frekvenser. Det bliver i Danmark håndhævet af IT- og Telestyrelsen.

### Typer af filtre
Der findes en myriade af forskellige filterformer og nogle af de simpleste og også mest benyttede frekvensgange har følgende navne:
- Et RIAA-filter bruges i forforstærkere ved afspiller af vinylplader
- Et lavpasfilter lader lave frekvenser "passere".
- Et højpasfilter lader høje frekvenser "passere".
- Et båndpasfilter lader et frekvensbånd af frekvenser "passere".
- Et båndstopfilter lader alle frekvenser "passere", undtagen et bestemt frekvensbånd.
- Et notch-filter lader alle frekvenser "passere", undtagen et yderst smalt frekvensbånd.

### Filterkarakteristika
- Hvilken kilde og belastningsimpedans er filteret specificeret til.
- Hvilken frekvensgang har det.
- Hvilken fasegang har det.
- Hvor lang tid tager det et signal at komme igennem (forsinkelse).
- Hvor stor er løbetidsvariationen i det ønskede frekvensbånd.